# Ніж у серці
«Ніж у серці» (фр. Un couteau dans le cœur, міжнародна назва — «Ніж+Серце» (англ. Knife + Heart)) — французький фільм-трилер 2018 року, поставлений режисером Яном Гонсалесом. Світова прем'єра стрічки відбулася 17 травня 2018 року на 71-му Каннському міжнародному кінофестивалі, де вона брала участь в основній конкурсній програмі.

## Сюжет
У самому центрі Парижа, наприкінці 1970-х років, Анн (Ванесса Параді) зробила свою кар'єру на виробництві порнографічних фільмів. Щоб відновити довіру свого партнера Луїса, жінка вирішує фінансувати набагато амбітніший проект, постановку якого вона доручає Арчибальдові. Але таємничий серійний вбивця заважає здійсненню планів, нападаючи на всіх учасників проекту.

## У ролях
| • Ванесса Параді  | … | Анн           |
| • Кейт Моран      | … | Луїс          |
| • Ніколя Морі     | … | Арчибальд     |
| • Джонатан Жене   | … | Гай           |
| • Халед Алуаш     | … | Нанс / Фуад   |
| • Фелікс Маріто   | … | Тьєррі        |
| • Бертран Мандіко | … | Франсуа Табу  |
| • Бастьєн Волтьє  | … | Карл          |
| • Тібо Серв'є     | … | Місі́я         |
| • П'єр Емо        | … | Валентин      |
| • П'єр Піроль     | … | «Золотий рот» |
| • Ное Ернандес    | … | Хосе          |
| • Романа Борінже  | … | Каті          |

## Знімальна група
- Автор сценарію — Ян Гонсалес, Кристьяно Манджоне
- Режисер-постановник — Ян Гонсалес
- Продюсер — Шарль Жилібер
- Співпродюсер — Хуліо Чавесмонтес, Олів'є Пере
- Оператор — Саймон Бофіл
- Композитор — M83
- Монтаж — Рафаель Лефевр
- Художник-постановник — Сідні Дюбуа
- Художник-декоратор — Каміль Шампенуа

## Нагороди та номінації
| Список нагород та номінацій | Список нагород та номінацій | Список нагород та номінацій   | Список нагород та номінацій | Список нагород та номінацій | Список нагород та номінацій |
| Кінофестиваль/Кінопремія    | Рік                         | Категорія                     | Номінант(и)                 | Результат                   | Дж                          |
| --------------------------- | --------------------------- | ----------------------------- | --------------------------- | --------------------------- | --------------------------- |
| Каннський кінофестиваль     | травень 2018                | Золота пальмова гілка         | Ніж у серці                 | Номінація                   | [ 1 ]                       |
| Каннський кінофестиваль     | травень 2018                | Queer Palm за найкращий фільм | Ніж у серці                 | Номінація                   |                             |